# 大塚温泉
大塚温泉（おおつかおんせん）は、群馬県吾妻郡中之条町（旧国上野国）にある温泉である。

## 泉質
- アルカリ性単純温泉（アルカリ性低張性低温泉）。メタけい酸、メタほう酸含む[1]。
  - 源泉温度34.2℃（源泉名大塚温泉温湯１号、2号）[4]

## 温泉街
一軒宿のため無い。

## 歴史
『温泉薬師延喜書』によると、大塚温泉の湯前薬師堂の創建は821年（弘仁12年）となっており、異説の縁起書では1202年（建仁2年）となっている。『上野志』や『上野風土記』に「尻高暖湯」と名があり、戦国時代の豪族で吾妻東部を領していた尻高氏に由来し、1521年（大永元年）には当時の尻高越前守が武運長久と国土安全を願い、薬師堂を再建した。その後、湯守である荻原氏が中心となり、1596年（天正15年）、1691年（元禄4年）、1731年（享保16年）、1794年（寛政6年）と湯前薬師堂を再建している。1598年（天正17年）同地の領主となった真田信幸の奥方家老北能登守が同地に居を移し、大塚宿の宿割りを行い、100軒の足軽町、200軒の町人百姓町となる。1599年（天正18年）沼田藩が開かれると、北氏も沼田へ還り、大塚宿はそのままになっていたが、慶長12年外丸勘蔵の火事が宿に移り全焼。その後、宿は再建されることは無かった。
湯守であった荻原氏は経営不振で退転。1917年（大正6年）金井平八氏が同地に移り住んで温泉宿を営むが、湧出温度が低く断念。その孫が1974年（昭和49年）9月にボーリングを行い、膨大な湯量の掘削に成功した。

## 伝説
「佐賀茂兵衛の下女某は、大塚の湯が繁盛していくにつれて、宿の仕事勤めがどんどん大変になってきた。そこで一案を考え、馬の骨を浴槽の中へ投げ入れた途端、湯の守護神である湯前薬師は怒ってしまい、何処へか飛び去ってしまった。そのため湯は立ちどころに温湯（ぬるゆ）になってしまった」との言い伝えがある。

## アクセス
- 鉄道：JR吾妻線中之条駅からバス20分大塚下車徒歩10分[5]
- 乗用車：関越自動車道渋川伊香保ICよりクルマで約25分[5]